# Karl Georg Götz

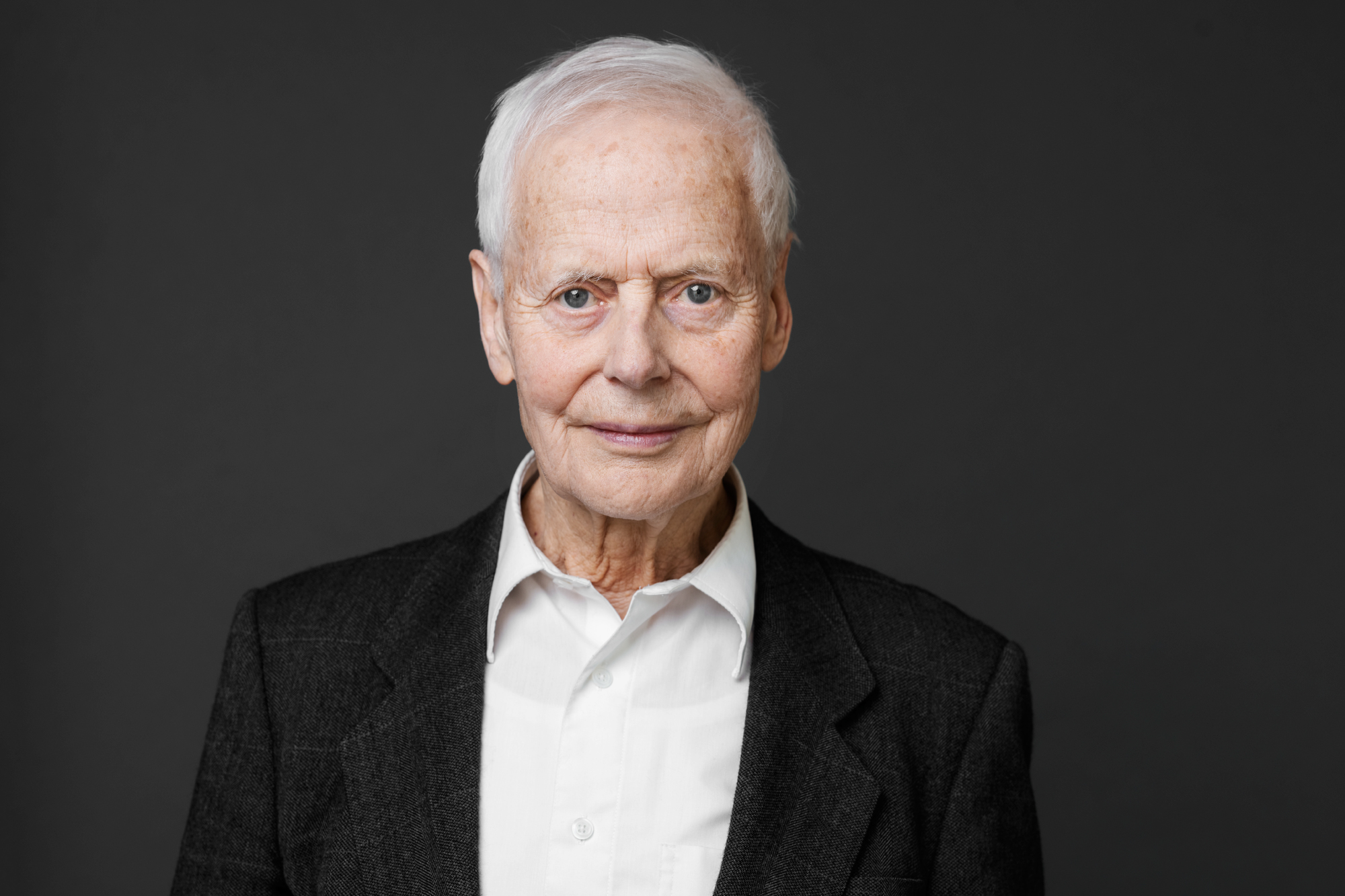
Karl Georg Götz (2021)
Foto: Berthold Steinhilber

Karl Georg Götz (* 24. Dezember 1930 in Berlin) ist ein deutscher Biophysiker.

## Leben
Kindheit und Jugend verbrachte Karl Georg Anton Wilhelm Götz im Kriegs-Berlin, in der früh sein technisches Interesse reifte und er aus Schutt aus zerbombten Gebäuden Geräte und Motoren baute. Er arbeitete als Funker und Elektriker und erlebte die Luftbrücke. 
Er erwarb nach Abitur und Studium 1956 das Diplom an der Universität Göttingen (Formbestimmung an Makroionen in Lösung aus der dynamischen Leitfähigkeits-Anisotropie). Für seine Diplomarbeit forschte er am damaligen Max-Planck-Institut für physikalische Chemie bei Karl-Friedrich Bonhoeffer. Nach der Promotion 1961 (Methoden zur Untersuchung des mizellaren Zustands amphiphiler Substanzen in wässrigen Lösungen) am Max-Planck-Institut für Physikalische Chemie in Göttingen war er von 1961 bis 1968 wissenschaftlicher Mitarbeiter in Werner Reichardts Abteilung Biologische Kybernetik am Tübinger Max-Planck-Institut für Biologie. Von 1968 bis 1998 war er Direktor am neugegründeten Max-Planck-Institut für biologische Kybernetik in Tübingen. Seit 1999 ist er emeritiertes wissenschaftliches Mitglied dieses Instituts. Seit 1974 lehrt er als Honorarprofessor der Universität Tübingen.
Seine Forschungsschwerpunkte sind Informationsverarbeitung im Nervensystem der Taufliege Drosophila, neuronale Grundlagen der visuellen Orientierung im Raum, mutationsbedingte Störungen der Lauf- und Flugsteuerung, Suchstrategien und Lernverhalten.

## Preise und Mitgliedschaften
- Boris-Rajewsky-Preis für Biophysik (1989)
- Mitglied der Akademie der Wissenschaften und der Literatur Mainz (seit 1983)